# 알렉산드라 포프
알렉산드라 포프(독일어: Alexandra Popp, 1991년 4월 6일 ~ )는 독일의 여자 축구 선수이다. 포지션은 공격수이며, 현재 독일 프라우엔-분데스리가의 VfL 볼프스부르크에서 활동하고 있다.

## 클럽 경력
1. FFC 레클링하우젠에서 선수 생활을 했으며 2008년에 프라우엔-분데스리가 소속 클럽인 FCR 2001 뒤스부르크로 이적했다. 2008-09 시즌에서는 팀의 UEFA 여자 챔피언스리그, 여자 DFB-포칼 우승에 공헌했다. 2012년에 VfL 볼프스부르크로 이적했다.

## 국가대표 경력
포프는 2008년 UEFA U-17 여자 축구 선수권 대회에 참가하여 자신의 이름을 알렸고, 같은 해에 열린 2008년 FIFA U-17 여자 월드컵에서 3위를 기록하였다. 2년 뒤 2010년 FIFA U-20 여자 월드컵에도 참가하였으며, 대회 통산 10골을 기록하고 각 경기마다 득점을 기록하여 팀의 우승에 기여하였다.
2015년 FIFA 여자 월드컵, 2016년 리우데자네이루 하계 올림픽, 2019년 FIFA 여자 월드컵에 참가하였으며, 2016년 리우데자네이루 하계 올림픽에서는 여자 축구 금메달을 획득했다.

## 수상

### 클럽
FCR 2001 뒤스부르크
- UEFA 여자 챔피언스리그 1회 우승 (2008-09)
- 프라우엔-분데스리가 1회 준우승 (2009-10)
- 여자 DFB-포칼 2회 우승 (2008-09, 2009-10)

VfL 볼프스부르크
- UEFA 여자 챔피언스리그 2회 우승 (2012-13, 2013-14)
- 프라우엔-분데스리가 4회 우승 (2012-13, 2013-14, 2016-17, 2017-18)
- 여자 DFB-포칼 5회 우승 (2012-13, 2014-15, 2015-16, 2016-17, 2017-18)

### 국가대표
- 2008년 UEFA U-17 여자 축구 선수권 대회 우승
- 2008년 FIFA U-17 여자 월드컵 3위
- 2010년 FIFA U-20 여자 월드컵 우승
- 2012년 알가르브컵 우승
- 2014년 알가르브컵 우승
- 2016년 리우데자네이루 하계 올림픽 여자 축구 금메달

### 개인
- 2008년 UEFA U-17 여자 축구 선수권 대회 최우수 선수 선정
- 2009년 프리츠 발터 메달 여자 부문 은메달 수상
- 2010년 FIFA U-20 여자 월드컵 골든볼(대회 MVP) 수상
- 2010년 FIFA U-20 여자 월드컵 골든슈(대회 최다 득점자) 수상
- 2014년 독일 올해의 여자 축구 선수 선정
- 2016년 독일 올해의 여자 축구 선수 선정
- 2016년 질베르네스 로르베르블라트(Silbernes Lorbeerblatt) 수상